# 鉄酸
鉄酸は、鉄のオキソ酸で化学式H2FeO4で表される物質。鉄の酸化数は+6。

## 概要
遊離酸としての鉄酸は単離されていない。塩としてのみ知られる。

## 塩
- 鉄酸バリウム
- 鉄酸カリウム
- 鉄酸ナトリウム